# Byrrhinus binhanus
Byrrhinus binhanus är en skalbaggsart som först beskrevs av Maurice Pic 1923.  Byrrhinus binhanus ingår i släktet Byrrhinus och familjen lerstrandbaggar. Inga underarter finns listade i Catalogue of Life.